# Andreea Aanei
Andreea Aanei n. 18 noiembrie 1993, Botoșani, România) este o halterofilă română. Este legitimată în prezent la CS Olimpia București și concurează în probele de +75 kg.

## Carieră
A început să practice halterele la 16 ani în orașul natal.
Prima participare internațională a fost la Jocurile Olimpice de Tineret 2010, unde a reușit să obțină locul 5 la categoria +63 kg, cu un total de 227 kg. La smuls, Aanei a fost a patra, cu 102 kg, iar la aruncat a cincea, cu 125 kg.
În noiembrie 2010, la Campionatele Europene de Haltere pentru juniori și tineret U-23 din Limassol (Cipru), botoșăneanca a reușit să obțină trei medalii la categoria +75 kg — aur la stilul smuls (107 kg) și argint la stilul aruncat (136 kg) și în total 243 kg.
În 2011, în cadrul aceleiași competiții desfășurate la București, Aanei a obținut trei medalii la categoria +75 kg — aur la stilul smuls (103 kg) și total (215 kg) și argint la stilul aruncat (112 kg).
În 2012, la competiția pentru juniori desfășurată la Eilat (Israel), sportiva a cucerit trei medalii la categoria +75 kg, la fel ca în anul precedent — aur la stilul smuls (107 kg) și total (243 kg) și argint la stilul aruncat (136 kg).
La ediția din 2013, Aanei a reușit să obțină toate cele trei medalii de aur la categoria ei — a ridicat 114 kg la smuls, 120 kg la aruncat, iar la total s-a impus cu 234 kg.
Ajunsă în elita mondială, halterofila s-a poziționat pe ultima treaptă a podiumului la Europenele din 2014 de la Tel Aviv (Israel) — 111 kg la stilul smuls, 138 kg la aruncat și 249 kg în total. În același an, Aanei a reușit să mai obțină trei medalii de argint la competiția pentru juniori de la Limassol — 106 kg la stilul smuls, 135 kg la aruncat și 241 kg în total.
În 2015, la Europenele de Haltere de la Tbilisi (Georgia), Aanei a intrat în posesia a două medalii de bronz la categoria +75 kg — la stilul smuls cu 120 kg și cu totalul de 261 kg. În octombrie, la CE de tineret de la Klaipėda (Lituania), sportiva a mai cucerit trei medalii de aur la aceeași categorie — 111 kg la stilul smuls, 136 kg la aruncat și 247 kg în total. Anul s-a încheiat cu participarea ei la Mondialele de Haltere de la Houston (SUA), unde s-a clasat pe locul 9 în general — la stilul smuls 120 kg (locul 8), la aruncat 146 kg (locul 12).
În urma rezultatelor de la Campionatul Mondial de Haltere din 2015, Andreea Aanei s-a calificat în premieră la Jocurile Olimpice de vară din 2016, la categoria +75 kg. Aici s-a clasat pe locul 8 în total — locul 6 la smuls (120 kg) și locul 10 la aruncat (145 kg).

### Palmares competițional
| An   | Competiție                         | Categorie | Smuls  | Poziție | Aruncat | Poziție | Total  | Poziție |
| ---- | ---------------------------------- | --------- | ------ | ------- | ------- | ------- | ------ | ------- |
| 2010 | Jocurile Olimpice de Tineret       | +63 kg    | 102 kg | 4       | 125 kg  | 5       | 227 kg | 5       |
| 2010 | CE pentru juniori și tineret U-23  | +75 kg    | 107 kg | 1       | 136 kg  | 2       | 243 kg | 2       |
| 2011 | CE pentru juniori și tineret U-23  | +75 kg    | 103 kg | 1       | 112 kg  | 2       | 215 kg | 1       |
| 2012 | CE pentru juniori și tineret U-23  | +75 kg    | 107 kg | 1       | 136 kg  | 2       | 243 kg | 1       |
| 2013 | CE pentru juniori și tineret U-23  | +75 kg    | 114 kg | 1       | 120 kg  | 1       | 234 kg | 1       |
| 2014 | Campionatul European               | +75 kg    | 111 kg | 3       | 138 kg  | 3       | 249 kg | 3       |
| 2014 | CE pentru juniori și tineret U-23  | +75 kg    | 106 kg | 2       | 135 kg  | 2       | 241 kg | 2       |
| 2015 | Campionatul European               | +75 kg    | 120 kg | 3       | 141 kg  | 4       | 261 kg | 3       |
| 2015 | CE pentru juniori și tineret U-23  | +75 kg    | 111 kg | 1       | 136 kg  | 1       | 247 kg | 1       |
| 2015 | Campionatul Mondial                | +75 kg    | 120 kg | 8       | 146 kg  | 12      | 266 kg | 9       |
| 2016 | Jocurile Olimpice de vară din 2016 | +75 kg    | 120 kg | 6       | 145 kg  | 10      | 265 kg | 8       |